# Santa Rosa (Alcoi)
El barri de Santa Rosa és el segon barri quant a població d'Alcoi amb 15.942 habitants, un 26% de la població. Naix amb el Pla d'Eixample de 1878, per aprofitar i urbanitzar els voltants de la carretera a Xàtiva així com la de Banyeres. Està ubicat entre els ponts de Sant Roc i el de Cristina sent els seus primers eixos els carrers d'Oliver i dels Alçamora.
De la mateixa època que l'Hospital Civil d'Oliver així com el quarter d'infanteria (1875-1878), conseqüència de la Revolució del Petroli que succedí al juliol de 1873. En els inicis del segle xx la zona coneix un fort creixement industrial amb la construcció de tallers de foneria i de construcció de maquinària, així com l'edifici d'Hidroelèctrica (1910), una fàbrica de mistos coneguts com "La Mistera" i moltes empreses del ram tèxtil.
Tant la presència de les fàbriques com del quarter d'infanteria va provocar que la zona fóra bombardejada diverses vegades durant la guerra civil, sent un dels pitjors atacs el que va afectar la fàbrica de mistos, el comunicat del Ministeri de Defensa assenyala: "La fábrica de cerillas bajo la dirección de la Subsecretaria de Hacienda, donde trabajan 200 mujeres no tenia ni un mal refugio. Allí hubo 4 mujeres muertas y 2 heridas y no se produjo un cataclismo por verdadera fortuna", si bé la xifra es va elevar a huit treballadores mortes amb el pas dels dies.
Amb el Pla General Municipal d'Ordenació Urbana (1957) la construcció se centra en el carrer Santa Rosa a partir dels '60 i sobretot en els '70 ocupant antics terrenys de caràcter agrícola, si bé anteriorment s'havia realitzat el grup de cases «Els Clots» als voltants del carrer Oliver als anys 1950. Està separat del barri de Batoi pel Camp Municipal del Collao seu del Club Deportivo Alcoyano i unit a ell per la via de tren Xàtiva-Alacant, que mai va ser utilitzada d'Alcoi a Alacant.
A causa de la crisi del sector industrial a Alcoi moltes empreses van tancar les portes reconvertint-se les seues fàbriques, moltes d'elles modernistes, en centres d'oci així com un ambulatori o integrant-se en les façanes d'edificis de pisos.

## Parcs
- Localitzat en terrenys d'antigues masies, utilitza antigues basses de reg com a font donant-se el cas que en molts estius s'ha permés el bany gratuït en elles. En el seu interior es troba el col·legi públic "El Romeral" que regenta el mateix nom que el parc. El parc es troba delimitat pel col·legi concertat de Sant Vicent de Paül, la "Colònia d'aviació", residència dels caps de la base militar d'Aitana i l'abans anomenada via Xàtiva-Alacant.

- Una altra zona verda, construïda aquesta en l'inici del barri és el passeig de Cervantes amb zones d'oci per a xiquets i grans on es troben l'Escola de Disseny i el refugi antiaeri que es troba habilitat per a la seua visita i compta amb una exposició permanent de material mèdic i bèl·lic així com detalls dels nombrosos refugis públics i privats de temps de guerra. Es completa l'exposició amb fotos realitzades per l'aviació italiana durant els bombardejos i un audiovisual amb testimonis de la desgràcia. El passeig que forma part de la popular "Volta als Ponts" està presidit per un bust de Cervantes obra de Ferran Cabrera.

## Edificis històrics i d'interés
- Els dos ponts que delimiten el barri i que formen part encara hui en dia de la N-340 direcció Xàtiva, el pont de Sant Roc denominat així per l'ermita (hui parròquia) sítia al seu costat. Iniciat al maig de 1861 i acabat al juliol de 1862 y el pont de Maria Cristina (1828-1837) conegut popularment de Cristina.
- De factura completament distinta és el pont de Fernando Reig. Es tracta d'un modern pont penjat construït en 1987 situat a la N-340 direcció Alacant.
- El Grup Escolar Cervantes (1924-1925) seu de l'Escola de Disseny és un edifici d'estil eclèctic. Aprofitant el seu refugi antiaeri es troba el museu Refugio Cervantes.
- L'Hospital Civil d'Oliver (1868-1877). És un edifici neoclàssic i medievalista construït gràcies a l'altruisme d'Agustí Oliver i Doménech, veí de Blanes que amb part de la liquidació de la companyia Antonio Vicens y Compañia corre amb totes les depeses de la seua construcció a càrrec de l'arquitecte barceloní Jeroni Granell i Mundet.
- Els tallers de Rodes Hermanos de 1908 ocupa tota una illa que està a l'expectativa d'una urgent rehabilitació. En els anys noranta es va projectar la realització d'un Auditori que mai es va arribar a realitzar.

## El cas del Quarter d'Infanteria
Menció a banda mereix el Quarter d'Infanteria (1875-1878), ampliat en 1925. Este edifici es va realitzar amb l'aportació de les classes benestants alcoianes que volien assegurar-se la presència de l'exèrcit en la ciutat després dels successos de 1873. El quarter va ser seu del regiment Vizcaya 21 i es va veure embolicat en l'alçament del 18 de juliol, però davant de l'espera dels seus caps de notícies sobre l'èxit del colp d'estat a Cartagena, Alacant o València el quarter va ser pres pels milicians diversos dies després. Els capitostos de la revolta van ser traslladats a Alacant on van ser afusellats darrere d'un consell de guerra.
Darrere d'abandonar la seua utilització l'exèrcit en la dècada dels 80 una de les principals prioritats de l'ajuntament va ser la seua recuperació, empresa que es va demorar per problemes burocràtics i per les pretensions inicials econòmiques del ministeri de defensa. Mentrestant el quarter seguia només amb un poca dotació de dependències fins que va ser desallotjat perquè el seu estat començava a aconsellar-ho i tancat amb "una cadena i un cadenat".
Darrere d'anys d'intenses negociacions el quarter va passar a les mans municipals, que després de molts projectes i molts "el quarter serà la nova seu de....." i canvi de govern en la ciutat va ser demolit en la seua totalitat i convertit en un centre comercial d'estètica dubtosa, molt notable des del pont de Cristina sobretot, que ocupa tota la seua planta.